# Estamos pariendo
Estamos pariendo es el quinto álbum de estudio de la banda argentina de heavy metal O'Connor, publicado en 2006 por Tocka Discos.

## Lista de canciones
| N.º   | Título                | Duración |  |
| 1.    | «1976»                | 2:28     |  |
| 2.    | «Hasta ser libre»     | 4:20     |  |
| 3.    | «Estamos pariendo»    | 2:47     |  |
| 4.    | «Saben bien»          | 4:06     |  |
| 5.    | «Rock del suicida»    | 4:47     |  |
| 6.    | «Algo de mí»          | 4:52     |  |
| 7.    | «Desconfianza»        | 4:50     |  |
| 8.    | «Camino a ciegas»     | 2:37     |  |
| 9.    | «Enroscando al mundo» | 4:03     |  |
| 10.   | «Correr y no volver»  | 3:15     |  |
| 38:05 |                       |          |  |

## Créditos
- Claudio O'Connor - voz
- Alejandro Cota - guitarra
- Hernán García - bajo, guitarra acústica, voz (pre-estribillo en «Correr y no volver»)
- Pablo Naydón - batería